# Vinnetou a Old Shatterhand v Údolí smrti
Vinnetou a Old Shatterhand v Údolí smrti (v originálu Winnetou und Shatterhand im Tal der Toten), je poslední z mayovek, natočených ve druhé polovině 20. století, roku 1968. Naposledy zde zahráli role Vinnetoua a Old Shatterhanda francouzský herec Pierre Brice a americký herec Lex Barker. Ve filmu také jednu z hlavních postav hrála herečka Karin Dorová, známá z Pokladu na Stříbrném jezeře nebo ve filmu Vinnetou – Rudý gentleman a i roli padoucha hrál známý italský herec Rik Battalagia. Z předchozích filmů jsou zde také německý herec Ralf Wolter jako Sam Hawkens a Eddie Arent jako lord Castlepool. Režie se opět ujal režisér Harald Reinl, manžel Karin Dorové.
Film se měl původně točit v Rumunsku, nakonec se však točilo opět v Jugoslávii. Do Československa se tento film dostal až po revoluci v roce 1989 společně s předchozím dílem Vinnetou a míšenka Apanači.

## Hrají
- Lex Barker – Old Shatterhand
- Pierre Brice – Vinnetou
- Ralf Wolter – Sam Hawkens
- Karin Dorová – Mabel Kingsley
- Eddi Arent – Lord Castlepool
- Rick Battaglia – Murdock
- Voyo Goric – Roter Büffel
- Clarke Reynolds – kpt. Cummings
- Vladimir Medar – šerif
- Branko Špoljar – Cranfield
- Kurt Waitzmann – gen. Bergson
- Heinz Welzel – Richter
- Vladimir Leib – kočí
- Ilija Ivezić – Davis
- Sima Janićijević – major Kingsley
- Ivo Kristof – Craigh
- Nikola Gec – Boone

## Děj
Majora Kingsleyho, který nyní ví, kde je ukryto armádní zlato, pronásledují bandité zločince Murdocka, kteří ho chtějí pro sebe. Když už zraněného majora mají a chtějí zjistit, kde zlato je, přijíždí Vinnetou, jehož je Kingsley přítel a bandité se musí dát na útěk. Vinnetou ale již Kingsleymu nemůže pomoci a ten tedy umírá na vážné zranění, předtím mu ale řekne pár věcí o tom, jak zjistí, kde zlato je, respektive mapa k němu. Vinnetou jede nyní na místo, kde se má sejít s Old Shatterhandem, svým přítelem, a s ním chce jít najít zlato, aby ho vrátil armádě. Mezitím majora Kingsleyho obviní soud z toho, že peníze ukradl a utekl s nimi. Do města proto zamíří k soudu majorova dcera Mabel, aby otce bránila a jako důkaz veze dopis od svého otce, kterému ale nerozumí, neboť je v apačštině. O tom se ale již doslechnou bandité a přepadnou dostavník, ve kterém Mabel jede a chtějí dopis vzít. V tu chvíli se ale objeví Old Shatterhand a zachrání ji. Spolu potom chtějí odvézt bandity do města, ty však jejich kumpáni osvobodili a tak tedy jedou bez nich. U soudu si Mabel vyžádá na Old Shatterhandovu radu lhůtu, za kterou doveze zlato a očistí tak jméno svého otce. Ve městě se ještě jednou pokusí bandité okrást, Old Shatterhand je ale přemůže a odjede s Mabel z města a hodlá vyhledat Vinnetoua. Na cestě je doprovází i přes jejich počáteční nelibost poručík Cummings a jeho lidé, kteří mají dohlédnout na to, aby Mabel neutekla i se zlatem. Bandité jsou jim však v patách a tak se Old Shatterhand vydá za nimi, aby je zmátl a zdržel. Na velkou část z nich poštve divoké včely, pár z nich mu ale nadjede a když po něm začnou střílet, seskočí Old Shatterhand z koně tak nešťastně, že se málem zřítí ze skály a jen taktak se zachytí okraje. Bandité by ho jistě byli zastřelili, kdyby se v tu chvíli neozvaly výstřely z čísi pušky, které několik z nich zasáhly a ostatní kvůli nim utekli. Old Shatterhandovi potom pomůže vylézt zpět a ukáže se, že onen muž je Vinnetou. Oba se pak vrátí k vojákům a k Mabel. Když pokračují v cestě, připojí se k nim Old Shatterhandovi přátelé- zálesák a stopař Sam Hawkens a lord Castlepool, který sbírá nyní byliny, kteří slyšeli, jak se bandité vydávají z města za Old Shatterhandem a Mabel a Sam Hawkens je díky stopám zavedl až sem. Potom všichni vyčtou z dopisu od Kingsleyho, že musí pro mapu k pokladu k Navahům, kde je ukrytá. Po cestě ale na ně bandité nastraží past- na jakéhosi nebožáka povalí vůz a nechají ho volat o pomoc. Vinnetou s Old Shatterhandem rozpoznají léčku a zkusí se k němu nepozorovaně dostat, mezitím se k němu ale rozjede poručík Cummings a jeho lidé, které bandité postřílí a poručíka zajmou, mučí ho a chtějí po Mabel onen dopis, je ale jasné, že i tak ho zabijí. Old Shatterhand se tedy rychle vydá pro pomoc k blízkému kmeni Siouxů, jejichž náčelníkovi zachránil Old Shatterhand kdysi život. Tento náčelník je ale již po smrti a nynější náčelník Rudý buvol ho zajme a i když se Old Shatterhand ze všech sil brání, dostane v boji proti přesile ránu pažbou pušky do hlavy a ztratí vědomí a Siouxové se vydají k místu, odkud Old Shatterhand přijel. Když zaslechne Vinnetou koně Siouxů, povolí Mabel, aby donesla Murdockovi a jeho lidem onen dopis. Bandité ho ale stejně nemohou přečíst, protože neumí apačsky a protože všechny i přes jejich obranu, chytí Siouxové a i bandity i ostatní odvedou jako zajatce. V táboře Siouxů vyzve Vinnetou náčelníka Rudého buvola na souboj a ten nakonec vyhraje, takže on i ostatní kromě Old Shatterhanda, kterého chtějí Siouxové k tomu, aby je dovedl k pokladu, o kterém jim řeknou bandité, aby si zachránili život, odjíždí. Při souboji ale hodí Vinnetou Old Shatterhandovi tomahawk, takže se k nim brzy připojí a spolu pak jedou k Navahům. Tam se poručík Cummings zotavuje z mučení, Mabel oplakává svého otce u jeho hrobu, Vinnetou s Old Shatterhandem zjišťují, že poklad je v Údolí smrti a Sama Hawkense s Castlepoolem chytnou bandité a pomocí lsti i ostatní. Potom pokračují do Údolí smrti, kde si nechají bandité jako rukojmí Mabel a ostatní pošlou pro zlato. V Údolí ale nastane zmatek, protože spřátelení Navahové a Siouxové, kteří se přidali na jejich stranu potom, co viděli oheň, od kterého chytla část údolí kvůli plynu a věří, že se Manitou na ně rozhněval, zaútočí. V boji zemřou všichni bandité i Murdock, ale i Rudý buvol, a zlato zmizí v plamenech. Potom se cesty všech rozejdou a Mabel s Cummingsem, kteří se do sebe zamilují, odjedou do města a očistí jméno majora Kingsleyho.